# شاهنامه مستوفی
شاهنامهٔ مستوفی کهن‌ترین تصحیح شناخته‌شدهٔ شاهنامهٔ فردوسی، به‌کوشش حمدالله مستوفی، تاریخ‌نویس و شاعر عهد ایلخانان مغول است. مستوفی، این تصحیح را در سال ۷۱۴ ه‍.ق آغاز کرد و آن را در سال ۷۲۰ ه‍.ق به سرانجام رساند. نویسنده در مقدمهٔ تاریخ منظوم خودش با عنوان ظفرنامه، مطرح می‌کند که با گذشت روزگار دخل و تصرف‌هایی در شاهنامه صورت گرفته، و این مسئله او را برانگیخته تا با مقایسهٔ نسخه‌های گوناگون این اثر، تصحیح مناسبی از آن ارائه دهد. مستوفی به داستان ۶۰٬۰۰۰ بیت بودن شاهنامه نیز اشاره کرده، می‌افزاید که نسخه‌های دردسترس وی بیش از ۵۰٬۰۰۰ بیت نبوده‌اند:
| سخن‌های او را شنیدم نخست    |  | به‌قولی صحیح و به‌لفظی درست |
| که بودش عدد شصت باره هزار  |  | همه بیت‌ها چون دُر شاهوار   |
| در آن نسخه‌ها اندرین روزگار |  | کمابیش پنجاه دیدم شمار    |

البته برخی پژوهشگران تفسیر متفاوتی از ابیات بالا داشته‌اند و برای نمونه، ابوالعلاء سودآور مطرح کرده که منظور مستوفی این بوده که تصحیح او شامل ۶۰٬۰۰۰ بیت می‌شده، درحالی‌که سایر نسخه‌ها بیش از ۵۰٬۰۰۰ بیت نداشته‌اند. نصرت‌الله رستگار هم منظور از «پنجاه» را شمار نسخه‌های مورد بررسی مستوفی دانسته است.

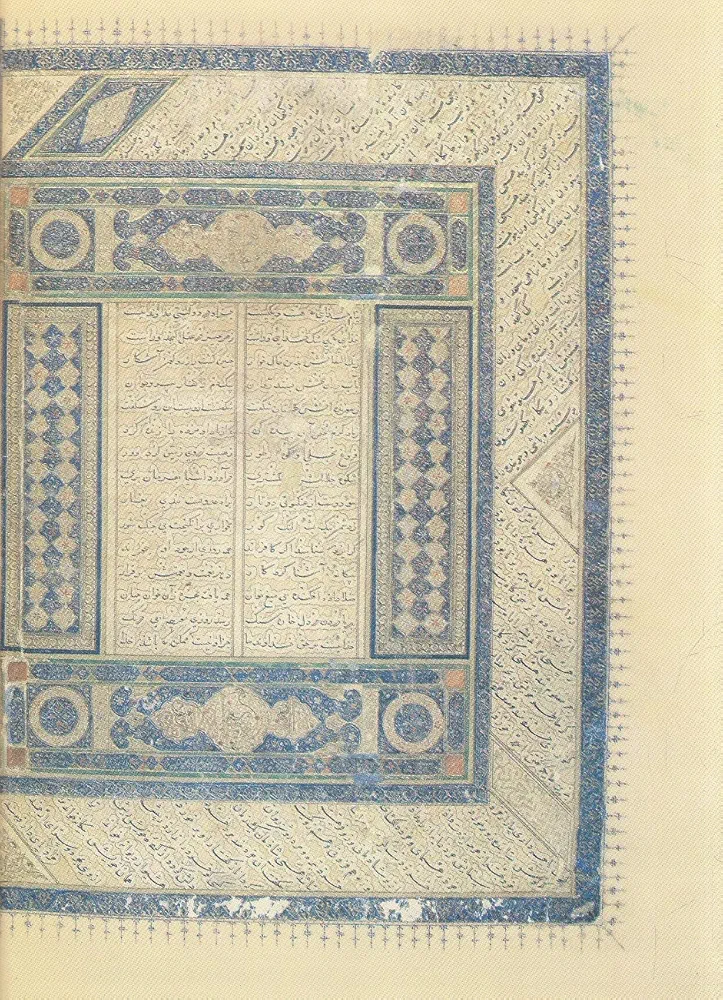
شاهنامه در حاشیهٔ ظفرنامه، دست‌نویس Or. 2833

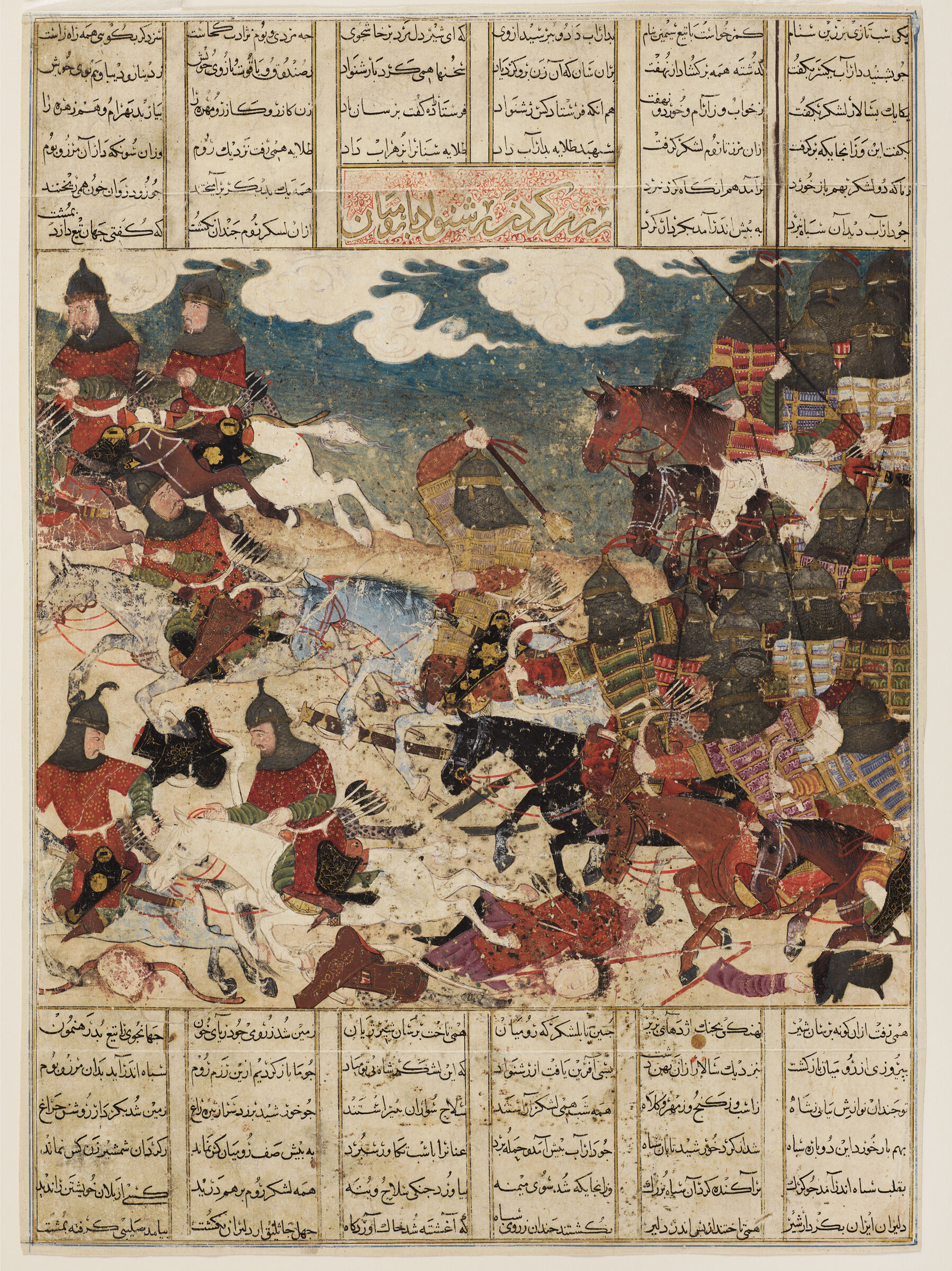
رزم کردن رشنواد با رومیان، شاهنامهٔ بزرگ ایلخانی

دو شاهنامهٔ حاشیه‌نویسی‌شده بر دو دست‌نوشتهٔ ظفرنامهٔ مستوفی شناخته‌شده که گمان می‌رود برگرفته از شاهنامهٔ مستوفی باشند. از این نسخه‌ها، یکی با تاریخ کتابت سال ۸۰۷ ه‍.ق با شمارهٔ Or. 2833 در کتابخانهٔ بریتانیا و دیگری با تاریخ ۸۰۸ ه‍.ق و به‌شمارهٔ 2042 در موزهٔ هنرهای ترکی و اسلامی نگهداری می‌شود. نسخهٔ محفوظ در کتابخانهٔ بریتانیا با احتساب ۵۱ بیتی از آن که افتادگی دارد، ۴۸٬۹۹۶ بیت است. بدین‌ترتیب کوشش احتمالی مستوفی برای گردآوری یک شاهنامهٔ ۶۰٬۰۰۰ بیتی احتمالاً ثمر نداشته است. برخی پژوهشگران متن نسخهٔ موسوم به شاهنامهٔ بزرگ ایلخانی (دههٔ ۷۳۰ ه‍.ق) را هم برگفته از تصحیح مستوفی دانسته‌اند. چاپ عکسی نسخهٔ خطی Or. 2833 کتابخانهٔ بریتانیا سال ۱۳۷۷ به‌اهتمام نصرالله پورجوادی و نصرت‌الله رستگار توسط مرکز نشر دانشگاهی به انتشار رسید.

## ارتباط با دیگر نسخه‌ها
از کمیت و کیفیت نسخه‌های مورد بهرهٔ مستوفی چیزی معلوم نیست و او دربارهٔ شیوهٔ کارش توضیحی نداده است. تنها مشخص است که شاهنامه‌های دردسترس مستوفی پیش از بازهٔ ۷۱۴ تا ۷۲۰ ه‍.ق کتابت شده‌اند. احتمال بررسی نسخه‌های فلورانس (۶۱۴ ه‍.ق) و لندن (۶۷۵ ه‍.ق) که کهن‌ترین نسخه‌های به‌جاماندهٔ امروزی از شاهنامه به‌حساب می‌آیند به‌دست مستوفی بسیار ضعیف است. برپایهٔ ارزیابی جلال خالقی مطلق، تصحیح مستوفی درمقایسه با سایر نسخه‌های موجود از شاهنامه، بیشترین نزدیکی را با نسخهٔ استانبول به‌تاریخ سال ۷۳۱ ه‍.ق دارد. علی شاپوران آن را نزدیک به نسخهٔ موزهٔ ملی پاکستان، به‌تاریخ سال ۷۵۲ ه‍.ق دانسته است.

## ارزیابی‌ها
- جلال متینی:[۱]حمدالله مستوفی پیش از آنکه به نظم ظفرنامه و تألیف تاریخ گزیده و نزهت‌القلوب بپردازد مدت شش سال به تصحیح شاهنامهٔ فردوسی مشغول بوده است و نسخه‌ای از آن فراهم ساخته که حائز اهمیت بسیار است. حداقل از این نظر که وی قریب پنج قرن پیش از آنکه اروپائیان _ از آغاز قرن نوزدهم به بعد _ به تصحیح شاهنامه بر اساس نسخه‌های خطی مختلف بپردازند، به آشفتگی نسخه‌های شاهنامه در دوران حیاتش پی برده و به تصحیح آن‌ها بر اساس نسخه‌های متعددی دست زده و شاهنامه‌ای از خود به یادگار گذاشته است که امروزه تنها دو نسخه از آن موجود است.
- مصطفی جیحونی:[۲]به گمان بنده ارزش این نسخه از نسخه‌های مشهور دیگر که در قرن هشتم نوشته شده‌اند، مانند طوپقاپوسرای و لنینگراد و حتی قاهرهٔ مورخ ۷۴۱ کمتر نیست و باید آن را همسنگ آن‌ها دانست.
- ابوالفضل خطیبی:[۴]به گمان من، حمدالله، مانند کاتبان دیگر شاید فقط یکی از نسخه‌های شاهنامه زمان خودش را در حاشیهٔ ظفرنامه کتابت کرده است… چه کسی می‌تواند ثابت کند که حمدالله مستوفی به‌واقع نسخه‌های شاهنامه را با یکدیگر مقابله کرده و صحیح‌ترین ضبط‌ها را برگزیده است؟!
- محمدامین ریاحی:[۵]او (مستوفی) گفتهٔ خود فردوسی را که دوبار شمار ابیات شاهنامه را شصت‌هزار بیت ذکر کرده است: «بود بیت، شش بار بیور هزار»، «به شش بیور ابیاتش آمد شمار» اساس کار خود گرفته، و چون نسخه‌هایی که در روزگار او دردست بوده «کمابیش پنجاه» هزار بیت داشته، آن همه را ناقص انگاشته و برای تدوین نسخه‌ای کامل مشتمل بر شصت‌هزار بیت کوشیده است. او از این نکته غافل بوده که فردوسی تعداد پنجاه و چند هزار بیت اشعار خود را به تقریب شش بیور هزار بیان کرده، وانگهی در آن روزگاری که هنوز حساب اعشاری کشف نشده بوده و حساب شستگانی معمول بوده است، عدد شصت واحد کامل شمرده می‌شد. بدین‌ترتیب، نسخه‌ای که مستوفی تنظیم کرده، چند هزار بیت الحاقی دارد. اما ضبط‌های کهن نادری هم در آن هست که برای تصحیح بیت‌هایی که اصیل شناخته می‌شوند به‌کار می‌آید.
- فریدون جنیدی:[۶]حمدالله مستوفی قزوینی نخستین کس است در ایران، که دریافت، افزایندگان، به سخنان فردوسی دست برده، آن را دیگرگون کرده‌اند… وی در این سخنان یادآور می‌شود که بایستی شاهنامه ویرایش (تنقیح) شود، و خود با نگرش به بیش از پنجاه نمونه شاهنامه که در دست داشته است، تا آنجا که توان داشته، چنین کرده است، اما شاهنامهٔ او نیز، نیک پیرایش یافته نیست، بدانروی که او را نیز، آگاهی‌های بایسته برای ویرایش شاهنامه نبوده است.
- ایرج افشار:[۷]حمدالله مستوفی ادعا کرده است که برای به دست دادن نسخهٔ پیراسته و ویراسته از شاهنامه پنجاه نسخه را زیر دست داشته است… طبعاً آن‌ها نسخه‌هایی بود که ما امروزه حسرت نبودن و نابود شدن آن‌ها را داریم، زیرا آن نسخه‌ها قاعدتاً نوشته‌های قرون ششم و هفتم بوده است. از سخن مستوفی می‌توان این نتیجه را گرفت که سیصد سال پس از فردوسی فضلا متوجه بوده‌اند که شاهنامه‌ها معمولاً دچار تحریف و تصحیف و تخلیط و تصرف و دست‌خوردگی‌های متنوع و دخول ابیات ناهمگون شده بوده است.
- مهدی قریب:[۱]دو نسخهٔ حظ (حمدالله مستوفی ظفرنامه) و مب (مورخ ۸۴۱ کتابخانهٔ بریتانیا)… به‌لحاظ کمیت ملحقات به‌نسبت دیگر نسخ از اعتبار نازلی برخوردارند _ به‌ویژه در داستان سیاووش _ لیکن نسخهٔ حظ به‌سبب نوعی ویژگی که در ضبط کلمات آن وجود دارد و نیز برخی واریانت‌های (ضبط‌های) منحصر به‌فرد که در آن هست و قرینه‌هایی چند اصالت آن‌ها را تأیید می‌کند، اعتبارش در بخش‌های دیگر شاهنامه بسی بیشتر از رده فعلی است.